# Microgramma rosmarinifolia
Microgramma rosmarinifolia är en stensöteväxtart som först beskrevs av Carl Sigismund Kunth, och fick sitt nu gällande namn av R. M. Tryon och A. F. Tryon. Microgramma rosmarinifolia ingår i släktet Microgramma och familjen Polypodiaceae. Inga underarter finns listade.